# Nibas
Nibas je francouzská obec v departementu Somme v regionu Hauts-de-France. Žije zde 828 obyvatel.

## Geografie

### Sousední obce
| Růžice kompasu | Saint-Blimont       | Pendé               | Arrest     | Růžice kompasu |
| Růžice kompasu | Friville-Escarbotin | Sever               | Ochancourt | Růžice kompasu |
| Růžice kompasu | Friville-Escarbotin | Nibas               | Ochancourt | Růžice kompasu |
| Růžice kompasu | Friville-Escarbotin | Jih                 | Ochancourt | Růžice kompasu |
| Růžice kompasu | Fressenneville      | Feuquières-en-Vimeu | Valines    | Růžice kompasu |

## Vývoj počtu obyvatel
Počet obyvatel